# Heike Kemmer
Heike Kemmer, född den 24 april 1962 i Berlin i Tyskland, är en tysk ryttare.
Hon tog OS-guld i lagtävlingen i dressyr i samband med de olympiska ridsporttävlingarna 2008 i Peking.